# Torymoides violaceus
Torymoides violaceus is een vliesvleugelig insect uit de familie Torymidae. De wetenschappelijke naam is voor het eerst geldig gepubliceerd in 1954 door Nikol'skaya.